# Beacon Heights
Beacon Heights är en kulle i Antarktis. Den ligger i Östantarktis. Nya Zeeland gör anspråk på området. Toppen på Beacon Heights är 2 400 meter över havet, eller 776 meter över den omgivande terrängen. Bredden vid basen är 8,7 km. Beacon Heights ingår i Quartermain Mountains.
Terrängen runt Beacon Heights är kuperad åt sydost, men åt nordväst är den bergig. Trakten är obefolkad. Det finns inga samhällen i närheten. 